# José Soriano (football)
Pour les articles homonymes, voir Soriano (homonymie).
José Soriano, de son nom complet José Eusebio Soriano Barco (Chiclayo, 19 avril 1917 – Buenos Aires, 22 mars 2011), est un footballeur péruvien qui jouait au poste de gardien de but.

## Biographie
Jouant pour l'Alfonso Ugarte de Chiclín au début des années 1940, José Soriano émigre en Argentine sans aucune expérience en 1re division. Il avait pourtant disputé avec l'équipe du Pérou le Championnat sud-américain 1942 où il est titulaire lors de la rencontre face à l'Argentine, le 25 janvier 1942 (défaite 1-3).
Arrivé au CA Banfield après le championnat sud-américain susmentionné, il y reste un an avant de passer au River Plate en 1944. Au sein du club Millonario, il se distingue au point d'hériter du brassard de capitaine alors qu'une constellation de stars - formant la célèbre Máquina - y évoluait. Il remporte le championnat d'Argentine en 1945. En 1947, il rejoint son ami Adolfo Pedernera parti au CA Atlanta et y met fin à sa carrière. 
Surnommé El caballero del deporte (« le gentleman du sport »), José Soriano est à l'origine de la création du syndicat de joueurs professionnels argentins (Agremiación de futbolistas argentinos). Novateur par son style de jeu, n'hésitant pas à sortir de sa ligne de but à une époque où les gardiens ne le faisaient jamais, il figure dans le onze type de joueurs étrangers ayant évolué à River Plate.
Ayant arrêté sa carrière professionnelle à 29 ans, il meurt à l'âge de 93 ans dans une clinique du quartier de Palermo, à Buenos Aires, le 22 mars 2011.

## Palmarès
River Plate
| - Championnat d'Argentine (1) : - Champion : 1945. |  | - Copa Aldao (1) : - Vainqueur : 1945. |